# 大安東尼婭
大安東尼婭（拉丁語：Antonia maior，前39年出生）是馬克·安東尼和小屋大薇的長女，儒略-克勞狄王朝的成員。

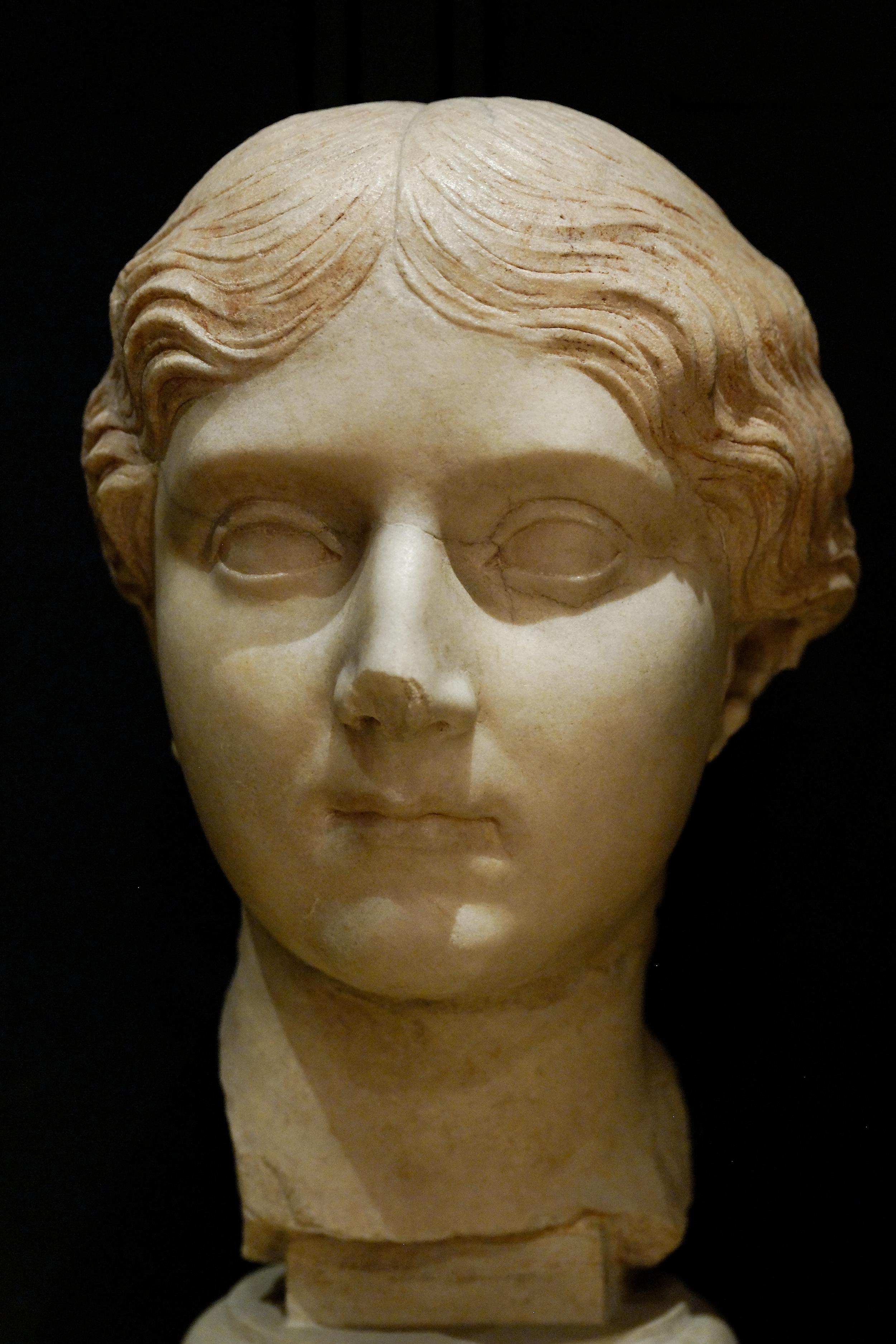
大安東尼婭

第一代羅馬皇帝奧古斯都是她的舅父，她的妹妹小安東尼婭娶了奧古斯都的繼子德盧蘇斯前23年左右，大安東尼婭本人和盧基烏斯·多米提烏斯·阿赫諾巴爾比結婚，兩人共有1子2女：
1. 多米提婭（英语：Domitia (aunt of Messalina)）（約前8年—59年）
2. 多米提婭·雷比達（英语：Domitia Lepida）（約前5年—54年），麥瑟琳娜的母親
3. 格奈烏斯（約前2年—41年）